# 10127 Фройєл
10127 Фройєл (10127 Fröjel) — астероїд головного поясу, відкритий 21 березня 1993 року.
Тіссеранів параметр щодо Юпітера — 3,643.